# میکوفنولات موفتیل
میکوفنولات موفتیل (به انگلیسی: Mycophenolate mofetil) با فرمول شیمیایی C۲۳H۳۱NO۷ یک ترکیب شیمیایی با شناسه پاب‌کم ۵۲۸۱۰۷۸ است. که جرم مولی آن ۴۳۳٫۴۹۴۷۴ g/mol می‌باشد. 